# Draaddoorhaler

Draaddoorhaler in gebruik met een naald.

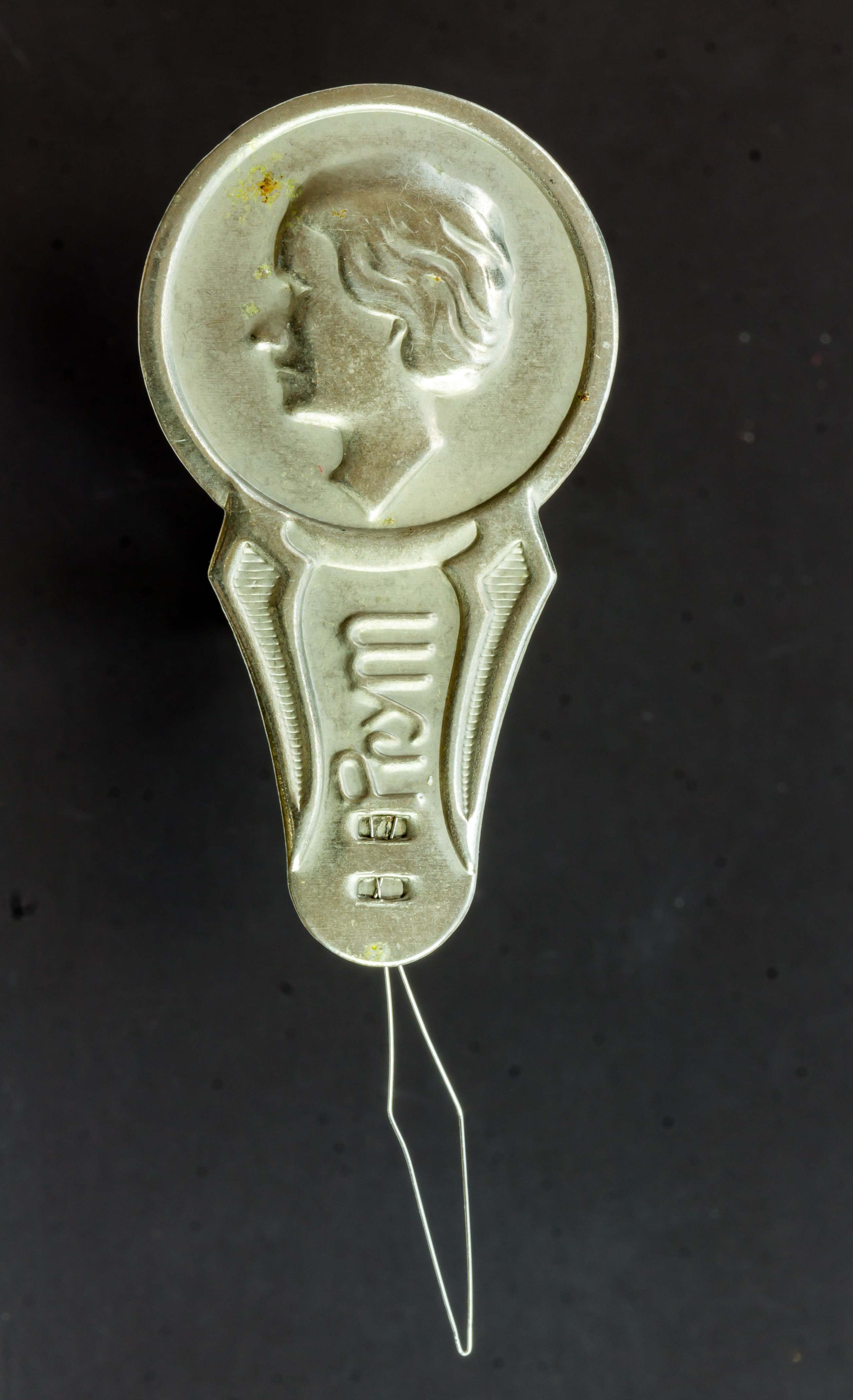
Typische draaddoorhaler van het merk Prym.

Een draaddoorhaler is een hulpmiddel om garen door het oog van een naald te halen . Er zijn veel soorten. De algemene vorm is gemaakt van een dun metaaldraad gevouwen in een ruitvorm, dat wordt vastgehouden door een handvat, een stukje metaal of kunststof. De gebruiker steekt de ruitvorm door het oog van de naald, steekt vervolgens een uiteinde van de draad door de ruitvorm heen, en trekt de ruitvorm terug door het oog van de naald, zodat de draad meegaat. De typische naalddoorhaler heeft op het handvat een afbeelding van een vrouw, mogelijk Ariadne.
Een ander type naalddoorhaler wordt mechanisch bediend. Deze kan onderdeel zijn van een naai- of borduurmachine.
Naalddoorhalers ontstonden in Europa in de achttiende of vroege negentiende eeuw. Het is niet bekend of eerdere versies buiten Europa bestonden.